# 曹克昌
曹克昌，湖广麻城（今湖北麻城）人，是一名明朝政治人物。
曹克昌曾于1644年接替庞昌允任嘉定县知县一职，1644年由赵元会接任。